# Timofei Xenidis
Timofei Xenidis (Vladikavkaz, 11 giugno 1992) è un lottatore greco.

## Biografia
Ha rappresentato la Grecia ai Giochi del Mediterraneo di Mersin 2013, dove ha ottenuto la medaglia di bronzo.
Ai Giochi del Mediterraneo sulla spiaggia di Pescara 2015 ha vinto la medaglia d'argento. Non ha potuto disputare la finale contro l'italiano Salvatore Purpura, a seguito della rinuncia per infortunio.

## Palmarès
| Anno | Manifestazione                         | Sede      | Evento | Risultato | Note |
| ---- | -------------------------------------- | --------- | ------ | --------- | ---- |
| 2010 | Europei junior                         | Samokov   | 84 kg  | 5º        |      |
| 2011 | Europei junior                         | Zrenjanin | 84 kg  | 8º        |      |
| 2011 | Mondiali junior                        | Bucarest  | 84 kg  | Bronzo    |      |
| 2012 | Europei                                | Belgrado  | 84 kg  | 9º        |      |
| 2012 | Campionati del Mediterraneo            | Larissa   | 84 kg  | Argento   |      |
| 2012 | Europei junior                         | Zagabria  | 84 kg  | 9º        |      |
| 2012 | Mondiali junior                        | Pattaya   | 84 kg  | 11º       |      |
| 2013 | Europei                                | Tbilisi   | 84 kg  | 17º       |      |
| 2013 | Giochi del Mediterraneo                | Mersin    | 84 kg  | Bronzo    |      |
| 2013 | Mondiali                               | Budapest  | 84 kg  | 24º       |      |
| 2014 | Europei                                | Vantaa    | 86 kg  | 10º       |      |
| 2014 | Mondiali                               | Tashkent  | 86 kg  | 18º       |      |
| 2015 | Europei U23                            | Wałbrzych | 86 kg  | 7º        |      |
| 2015 | Campionati del Mediterraneo            | Madrid    | 86 kg  | Argento   |      |
| 2015 | Giochi europei                         | Baku      | 86 kg  | 14º       |      |
| 2015 | Giochi del Mediterraneo sulla spiaggia | Pescara   | 90 kg  | Argento   |      |
| 2016 | Europei                                | Riga      | 86 kg  | 10º       |      |
| 2017 | Europei                                | Novi Sad  | 97 kg  | 7º        |      |
| 2017 | Mondiali                               | Parigi    | 97 kg  | 18º       |      |